# 2018年馬格尼托哥爾斯克大樓倒塌
2018年馬格尼托哥爾斯克大樓倒塌發生於2018年12月31日當地時間約早上6時02分，一棟位於俄羅斯车里雅宾斯克州马格尼托哥尔斯克的公寓部分坍塌。倒塌事件造成39人身亡，17人受傷，3人失蹤。事件起因據信是天然氣爆炸。

## 背景
是次倒塌的大樓為位於市內「馬克思大道」的10層高建築物，建於1973年，公寓有623個單位，其中48個在今次的倒塌事件中受到破壞。受影響的48個單位總共住了110人，據知倒塌時有95人留在單位中。

## 倒塌原因
倒塌的主因相信是氣爆。報道指大樓的瓦礫中發現爆炸品，調查部門否認有關說法。網媒ZNAK（页面存档备份，存于）引述未經證實的匿名消息，指出爆炸點為公寓的二樓，該層有一不明男士被指懷疑儲存爆炸品，並計劃襲擊當地的購物商場。

## 回應
倒塌過後，公寓所有人被疏散。當局警告公寓的多個部分也有機會出現倒塌。
倒塌之時的日溫為零下攝氏17度，入夜後氣溫更加低至零下24度。近1400名搜救人員拯救被埋於瓦礫下的公寓住戶，又用高功率暖爐為瓦礫下的被困人士保暖。
俄羅斯總統普京前往倒塌的大樓，視察倒塌情況以及監督救援進度，又探訪入院的受傷住戶。普京的聲明中表示「縱使正值歡騰的假期，我們亦應紀念事件中的死傷者。」
來自馬格尼托哥爾斯克的匹茲堡企鵝球員Evgeni Malkin也在1月2日對紐約遊騎兵的比賽舉行前向倒塌事件中受害者致敬並表示「馬格尼托哥爾斯克，我們與你同在，你在我心中。」他在該場比賽中為隊伍奪得一分。賽後Malkin表示球隊將會為受害者及其家屬籌錢。